# 예링브루시
예링브루시(Brucepattersonius iheringi)는 비단털쥐과에 속하는 남아메리카 설치류의 일종이다. 브라질 남부 산타카타리나주와 히우그란지두술주, 아르헨티나 미시오네스 주 인근 지역에서 발견된다.